# Joanne Kay Hill
Joanne Kay Hill, plus souvent appelée Jo Hill (née le 16 juin 1973 à Murray Bridge) est une joueuse australienne de basket-ball, évoluant au poste d’ailière.

## Carrière en club
| Saisons   | Équipe                                 | Pays      |
| --------- | -------------------------------------- | --------- |
| 1989-1991 | North Adelaide                         | Australie |
| 1991-1992 | AIS Canberra (WNBL)                    | Australie |
| 1992-2000 | Adelaide Lightning (WNBL)              | Australie |
| 2000-2003 | Tarbes GB                              | France    |
| 2003-2004 | Canberra Capitals (WNBL)               | Australie |
| 2004      | Tarbes GB                              | France    |
| 2004-2005 | Acís Sufi León (LF)                    | Espagne   |
| 2005-2006 | USP CEU-Adecco Estudiantes Madrid (LF) | Espagne   |
| 2006-2008 | Extrugasa Vilagarcía de Arousa (LF)    | Espagne   |
| 2009-2011 | Townsville Fire (WNBL)                 | Australie |
| 2011-2013 | Adelaide Lightning (WNBL)              | Australie |

## Palmarès

### Club
- 2002 : finaliste de la Coupe d’Europe Ronchetti

### Sélection nationale
- Jeux olympiques d'été
  -  3e aux jeux 2000 de Sydney

- 3e du Championnat du monde de basket-ball féminin 1998
- Vainqueur  du Championnat du monde de basket-ball féminin junior 1993